# Cryptocephalus punctiger
Cryptocephalus punctiger es una especie de insecto coleóptero de la familia Chrysomelidae.
Fue descrita científicamente en 1799 por Paykull.